# Metkei
Metkei är en ort i distriktet Keiyo i provinsen Rift Valley i Kenya. År 1999 hade staden 2 700 invånare.